# Pradons
Pradons [pʁadɔ̃] est une commune française, située dans le département de l'Ardèche en région Auvergne-Rhône-Alpes.

## Géographie

### Situation et description
Pradons est une petite commune à l'aspect essentiellement rural rattachée à la communauté de communes des Gorges de l'Ardèche, situé dans le sud du département de l'Ardèche.

### Climat
Pour des articles plus généraux, voir Climat d'Auvergne-Rhône-Alpes et Climat de l'Ardèche.
En 2010, le climat de la commune est de type climat méditerranéen franc, selon une étude du CNRS s'appuyant sur une série de données couvrant la période 1971-2000. En 2020, Météo-France publie une typologie des climats de la France métropolitaine dans laquelle la commune est exposée à un climat de montagne ou de marges de montagne et est dans la région climatique Provence, Languedoc-Roussillon, caractérisée par une pluviométrie faible en été, un très bon ensoleillement (2 600 h/an), un été chaud (21,5 °C), un air très sec en été, sec en toutes saisons, des vents forts (fréquence de 40 à 50 % de vents > 5 m/s) et peu de brouillards.
Pour la période 1971-2000, la température annuelle moyenne est de 13,4 °C, avec une amplitude thermique annuelle de 17,8 °C. Le cumul annuel moyen de précipitations est de 1 020 mm, avec 6,8 jours de précipitations en janvier et 4 jours en juillet. Pour la période 1991-2020, la température moyenne annuelle observée sur la station météorologique de Météo-France la plus proche, « Lanas Syn », sur la commune de Lanas à 7 km à vol d'oiseau, est de 13,7 °C et le cumul annuel moyen de précipitations est de 1 066,6 mm,. Pour l'avenir, les paramètres climatiques de la commune estimés pour 2050 selon différents scénarios d'émission de gaz à effet de serre sont consultables sur un site dédié publié par Météo-France en novembre 2022.

### Hydrographie
La partie septentrionale du territoire communal est longé par l'Ardèche, affluent droit du Rhône de 125,1 km de longueur.

### Voies de communication
Le territoire communal est traversé par la route départementale 379 (RD379), voie qui relie Soyons à Charmes-sur-Rhône.

## Urbanisme

### Typologie
Au 1er janvier 2024, Pradons est catégorisée bourg rural, selon la nouvelle grille communale de densité à 7 niveaux définie par l'Insee en 2022.
Elle appartient à l'unité urbaine de Ruoms, une agglomération intra-départementale dont elle est une commune de la banlieue,. Par ailleurs la commune fait partie de l'aire d'attraction d'Aubenas, dont elle est une commune de la couronne,. Cette aire, qui regroupe 68 communes, est catégorisée dans les aires de 50 000 à moins de 200 000 habitants,.

### Occupation des sols
L'occupation des sols de la commune, telle qu'elle ressort de la base de données européenne d’occupation biophysique des sols Corine Land Cover (CLC), est marquée par l'importance des forêts et milieux semi-naturels (71 % en 2018), en diminution par rapport à 1990 (73,4 %). La répartition détaillée en 2018 est la suivante : 
forêts (47,2 %), milieux à végétation arbustive et/ou herbacée (23,8 %), zones agricoles hétérogènes (15,3 %), zones urbanisées (8,6 %), cultures permanentes (5,1 %).
L'évolution de l’occupation des sols de la commune et de ses infrastructures peut être observée sur les différentes représentations cartographiques du territoire : la carte de Cassini (XVIIIe siècle), la carte d'état-major (1820-1866) et les cartes ou photos aériennes de l'IGN pour la période actuelle (1950 à aujourd'hui).

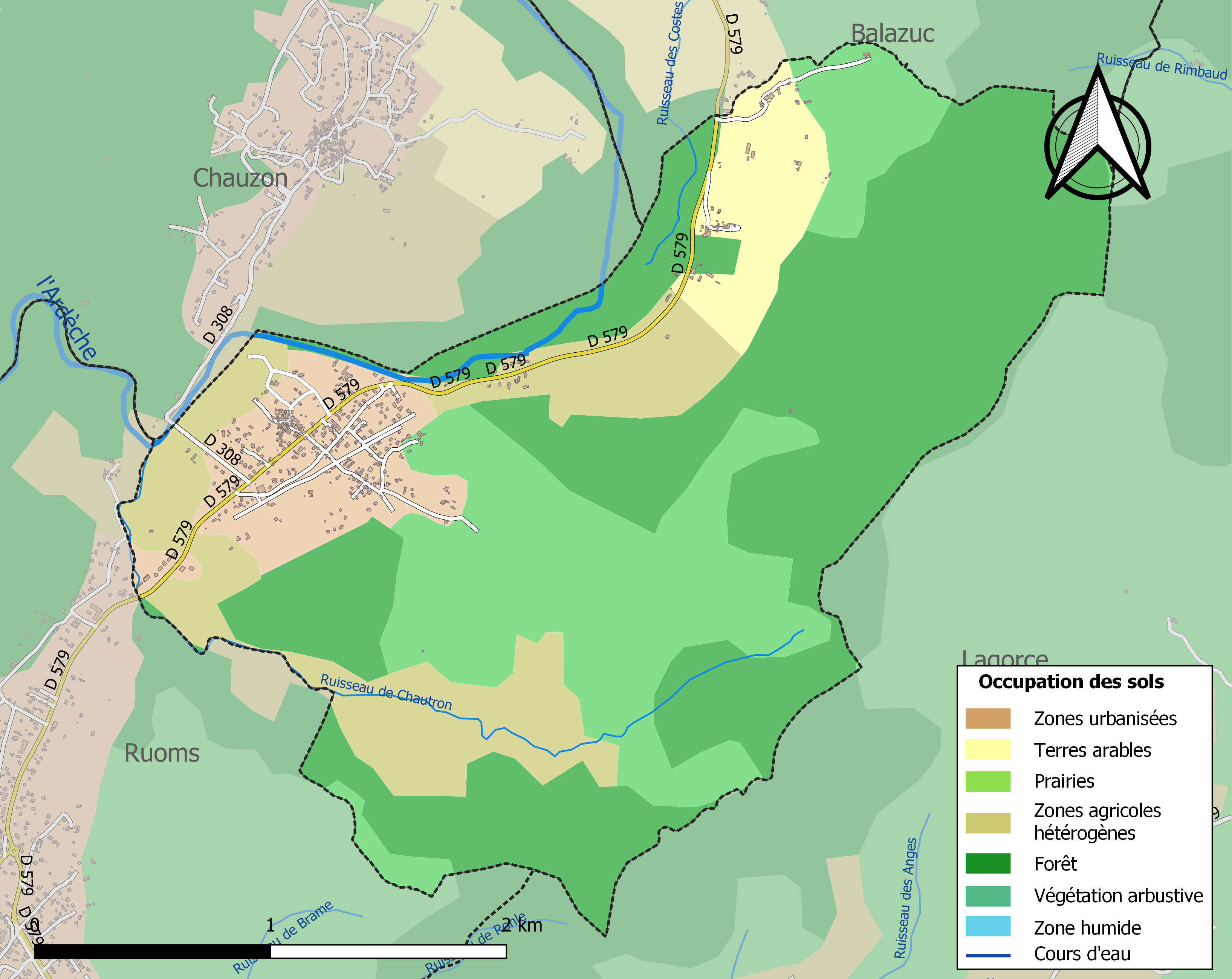
Carte des infrastructures et de l'occupation des sols de la commune en 2018 (CLC).

## Histoire
La voie romaine d'Antonin-le-Pieux, dite aussi Voie des Helviens passait par le territoire de la commune en direction d'Alba-la-Romaine. La borne milliaire romaine numéro 20, indiquant que la prochaine station se trouve à 20 mille pas (1 pas valant 1,478 m), a été remployée pour devenir le fût de la Croix des Peyrous, visible au bord de la RN 579.
Sur le territoire de la commune s'élevait le château de La Borie où fut signé en 1576 un traité sans lendemain entre catholiques et protestants.

## Politique et administration

### Liste des maires
| Période                                  | Période                   | Identité           | Étiquette | Qualité     |
| ---------------------------------------- | ------------------------- | ------------------ | --------- | ----------- |
| Les données manquantes sont à compléter. |                           |                    |           |             |
| mars 1959                                | mars 1977                 | Louis Rieu         | DVD       | Agriculteur |
| mars 1977                                | mars 1989                 | Marcel Reverger    |           |             |
| mars 1989                                | mars 2008                 | Christian Landelle | PCF       |             |
| mars 2008                                | En cours (au 6 août 2020) | Yves Rieu,         | DVD       | Agriculteur |

## Population et société

### Démographie
L'évolution du nombre d'habitants est connue à travers les recensements de la population effectués dans la commune depuis 1793. Pour les communes de moins de 10 000 habitants, une enquête de recensement portant sur toute la population est réalisée tous les cinq ans, les populations de référence des années intermédiaires étant quant à elles estimées par interpolation ou extrapolation. Pour la commune, le premier recensement exhaustif entrant dans le cadre du nouveau dispositif a été réalisé en 2006.

En 2022, la commune comptait 537 habitants, en évolution de +14,99 % par rapport à 2016 (Ardèche : +2,48 %, France hors Mayotte : +2,11 %).
| 1793 | 1800 | 1806 | 1821 | 1831 | 1836 | 1841 | 1846 | 1851 |
| ---- | ---- | ---- | ---- | ---- | ---- | ---- | ---- | ---- |
| 273  | 226  | 271  | 270  | 279  | 298  | 305  | 333  | 335  |

| 1856 | 1861 | 1866 | 1872 | 1876 | 1881 | 1886 | 1891 | 1896 |
| ---- | ---- | ---- | ---- | ---- | ---- | ---- | ---- | ---- |
| 328  | 320  | 323  | 309  | 319  | 327  | 322  | 318  | 325  |

| 1901 | 1906 | 1911 | 1921 | 1926 | 1931 | 1936 | 1946 | 1954 |
| ---- | ---- | ---- | ---- | ---- | ---- | ---- | ---- | ---- |
| 304  | 302  | 308  | 221  | 216  | 215  | 209  | 172  | 176  |

| 1962 | 1968 | 1975 | 1982 | 1990 | 1999 | 2006 | 2011 | 2016 |
| ---- | ---- | ---- | ---- | ---- | ---- | ---- | ---- | ---- |
| 165  | 143  | 152  | 180  | 220  | 295  | 401  | 432  | 467  |

| 2021 | 2022 | - | - | - | - | - | - | - |
| ---- | ---- | - | - | - | - | - | - | - |
| 516  | 537  | - | - | - | - | - | - | - |

### Enseignement
La commune est rattachée à l'académie de Grenoble.

### Médias
La commune est située dans la zone de distribution de deux organes de la presse écrite :
- L'Hebdo de l'Ardèche

Il s'agit d'un journal hebdomadaire français basé à Valence et couvrant l'actualité de tout le département de l'Ardèche.
- Le Dauphiné libéré

Il s'agit d'un journal quotidien de la presse écrite française régionale distribué dans la plupart des départements de l'ancienne région Rhône-Alpes, notamment l'Ardèche. La commune est située dans la zone d'édition d'Aubenas.

### Cultes
L'église de Pradons (propriété de la commune) et la communauté catholique sont rattachées à la paroisse Saint Martin du Sampzon, elle-même rattachée au diocèse de Viviers.

## Culture et patrimoine

### Lieux et monuments
- La Croix des Peyrous, visible au bord de la RN 579, a été élaborée en remployant une borne milliaire  romaine de la Voie d'Antonin-le-Pieux.
- Église Saint-André de Pradons.

Église
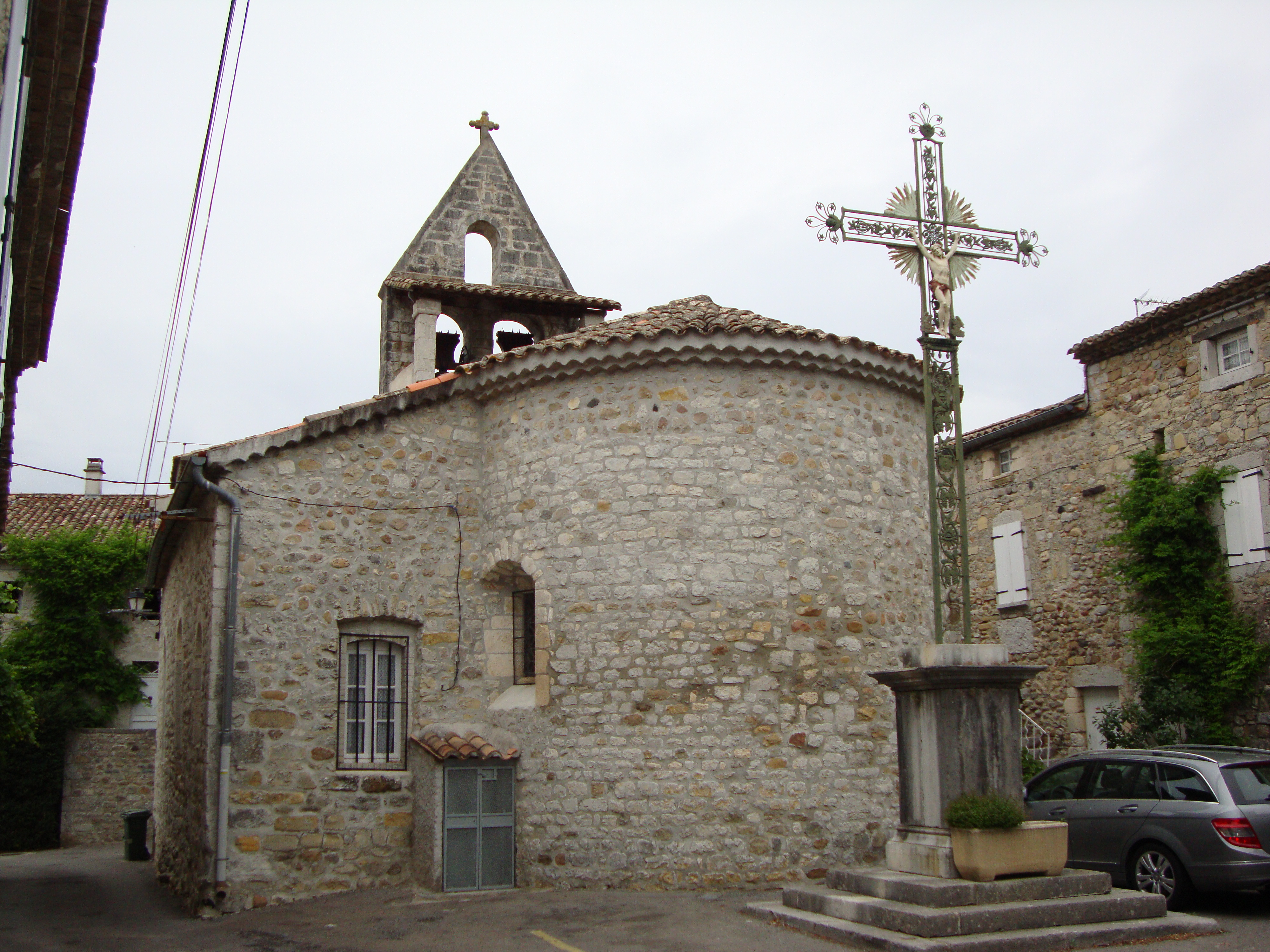
Chevet et croix.
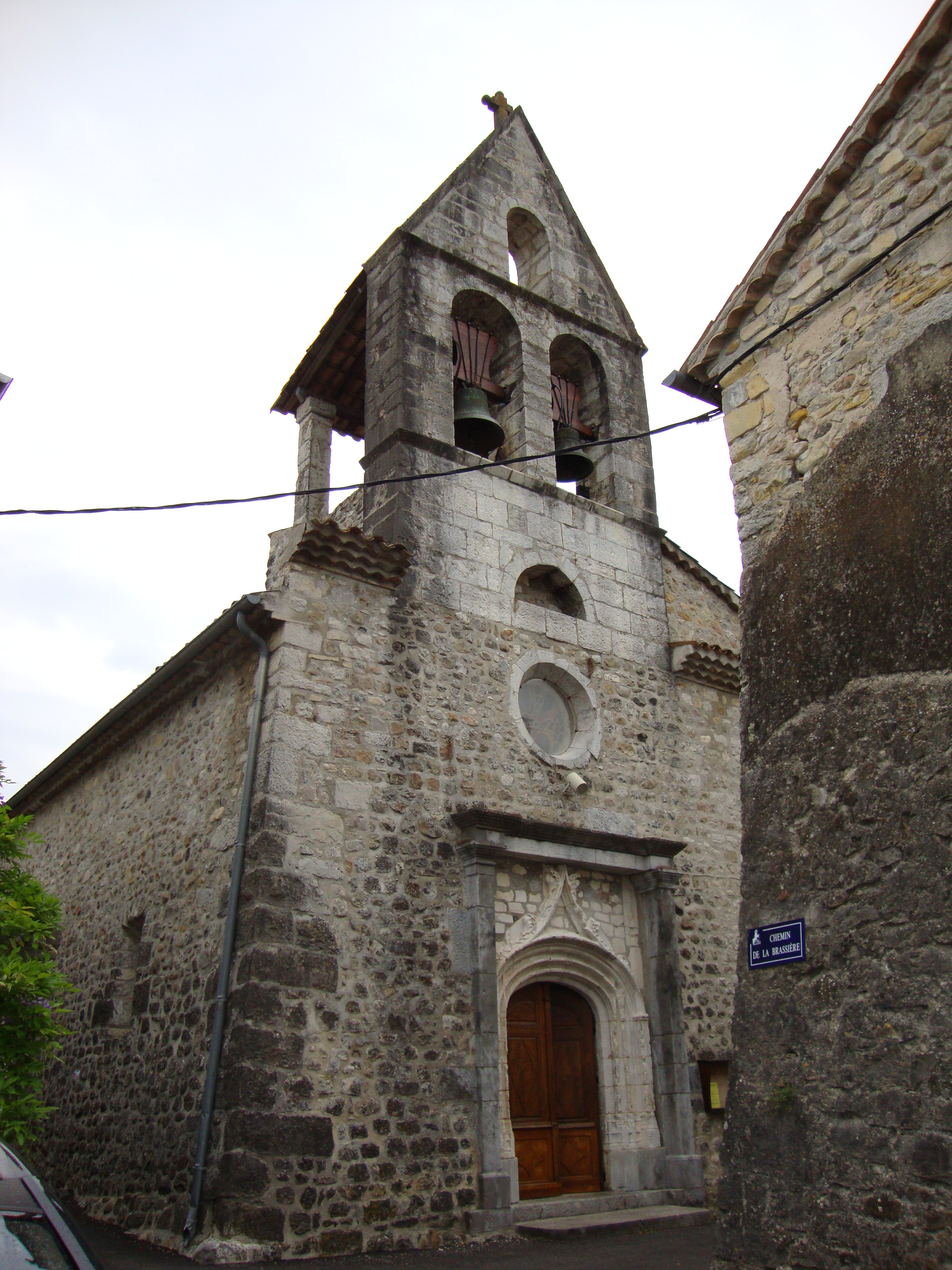
Façade.

### Héraldique
|  | Pradons possède des armoiries dont l'origine et le blasonnement exact ne sont pas disponibles. |